# Hypselobarbus dobsoni
Hypselobarbus dobsoni är en fiskart som först beskrevs av Day, 1876.  Hypselobarbus dobsoni ingår i släktet Hypselobarbus och familjen karpfiskar. IUCN kategoriserar arten globalt som otillräckligt studerad. Inga underarter finns listade i Catalogue of Life.